# ميلا سافيتش
ميلا سافيتش هي عداءة سريعة صربية، ولدت في 24 أبريل 1974.

## وصلات خارجية
- ميلا سافيتش على موقع الاتحاد الدولي لألعاب القوى (الإنجليزية)
- ميلا سافيتش على موقع أوليمبيديا (الإنجليزية)